# Исидор (лунный кратер)
Исидо́р (лат. Isidorus) — древний крупный ударный кратер в области северного побережья Моря Нектара на видимой стороне Луны. Название присвоено в честь архиепископа Севильи в вестготской Испании и основателя средневекового энциклопедизма Исидо́ра Севильского (ок. 560 — 636), утверждено Международным астрономическим союзом в 1935 г. Образование кратера относится к нектарскому периоду.

## Описание кратера
Ближайшими соседями кратера являются кратер Торричелли на северо-западе; маленький кратер Цензорин на севере; кратер Лики на северо-востоке; кратер Капелла примыкающий к кратеру Исидор на востоке-северо-востоке; кратер Годибер на юго-востоке; кратер Дагер на юге и кратер Медлер на юго-западе. На северо-западе от кратера Исидор находится Залив Суровости; на востоке долина Капеллы; на юго-востоке горы Пиренеи. Селенографические координаты центра кратера 7°58′ ю. ш. 33°30′ в. д. / 7,96° ю. ш. 33,5° в. д., диаметр 41,4 км, глубина 2,5 км.
Кратер имеет циркулярную форму, нарушенную на востоке валом кратера Капелла, и существенно разрушен за длительное время своего существования. Вал сглажен, в северной части отмечен скоплением мелких кратеров. Высота вала над окружающей местностью достигает 1050 м , объем кратера составляет приблизительно 700 км 3. Один из пиков в восточной части вала имеет высоту около 4000 м. Дно чаши заполнено лавой, сравнительно ровное. В западной части чаши расположен приметный сателлитный кратер Исидор A (см. ниже).

## Сателлитные кратеры
| Исидор | Координаты                                          | Диаметр, км |
| ------ | --------------------------------------------------- | ----------- |
| A      | 8°04′ ю. ш. 33°13′ в. д. / 8,06° ю. ш. 33,21° в. д. | 9,9         |
| B      | 4°32′ ю. ш. 32°59′ в. д. / 4,54° ю. ш. 32,99° в. д. | 29,5        |
| C      | 4°48′ ю. ш. 31°39′ в. д. / 4,8° ю. ш. 31,65° в. д.  | 7,9         |
| D      | 4°17′ ю. ш. 34°05′ в. д. / 4,28° ю. ш. 34,08° в. д. | 15          |
| E      | 5°23′ ю. ш. 32°37′ в. д. / 5,39° ю. ш. 32,62° в. д. | 13,5        |
| F      | 8°47′ ю. ш. 34°11′ в. д. / 8,79° ю. ш. 34,19° в. д. | 17,2        |
| G      | 6°25′ ю. ш. 31°40′ в. д. / 6,42° ю. ш. 31,67° в. д. | 6,5         |
| H      | 3°57′ ю. ш. 32°38′ в. д. / 3,95° ю. ш. 32,63° в. д. | 6,7         |
| K      | 8°55′ ю. ш. 33°20′ в. д. / 8,92° ю. ш. 33,34° в. д. | 7,2         |
| U      | 7°57′ ю. ш. 31°32′ в. д. / 7,95° ю. ш. 31,54° в. д. | 5,6         |
| V      | 8°53′ ю. ш. 30°49′ в. д. / 8,88° ю. ш. 30,81° в. д. | 3,9         |
| W      | 9°29′ ю. ш. 32°22′ в. д. / 9,49° ю. ш. 32,37° в. д. | 4           |

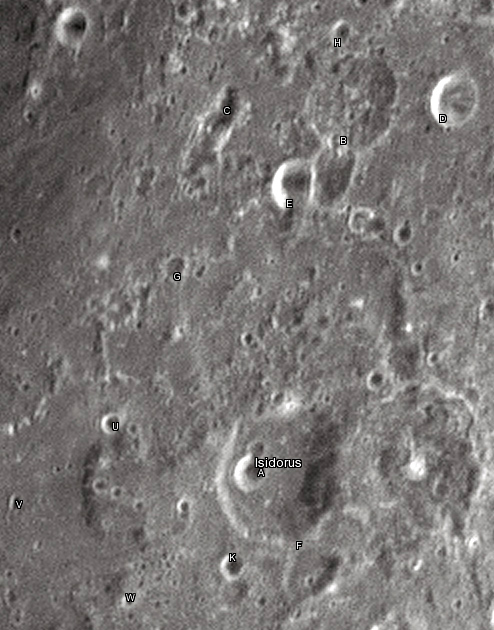
Снимок Девида Кемпбелла.

- Сателлитные кратеры Исидор A и Исидор U включены в список кратеров с яркой системой лучей Ассоциации лунной и планетарной астрономии (ALPO)[6].
- Сателлитные кратеры Исидор D и Исидор E включены в список кратеров с темными радиальными полосами на внутреннем склоне Ассоциации лунной и планетарной астрономии (ALPO)[7].
- В сателлитных кратерах Исидор A и Исидор D зарегистрированы термальные аномалии во время лунных затмений. Это явление объясняется небольшим возрастом кратеров и отсутствием достаточного слоя реголита, оказывающего термоизолирующее действие.
- Образование сателлитного кратера Исидор B относится к нектарскому периоду[1].

## См.также
- Список кратеров на Луне
- Лунный кратер
- Морфологический каталог кратеров Луны
- Планетная номенклатура
- Селенография
- Минералогия Луны
- Геология Луны
- Поздняя тяжёлая бомбардировка